# Totonicapán
Totonicapán est une ville du Guatemala située dans le département de Totonicapán.

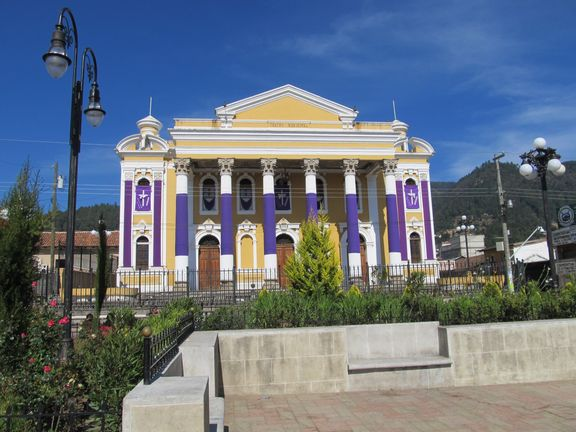
Théâtre municipal de Totonicapán

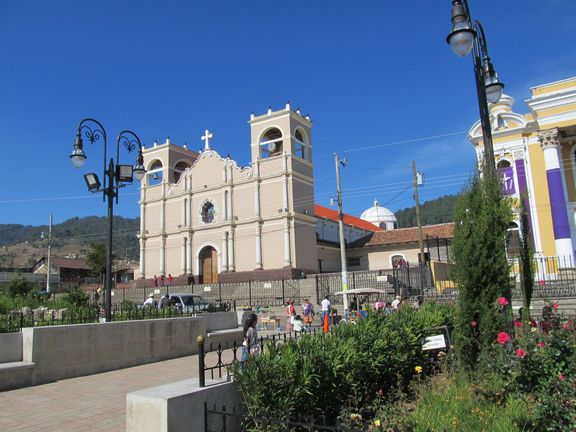
Place centrale de Totonicapán

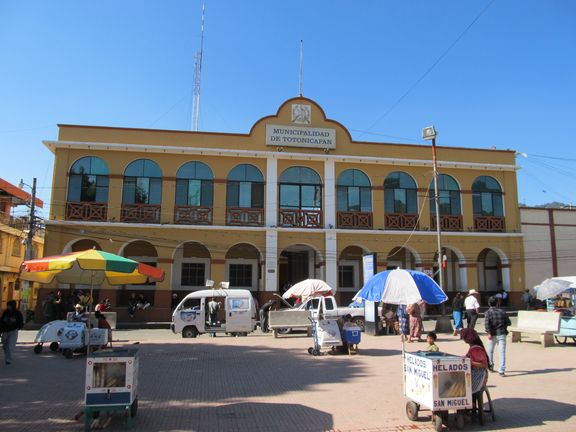
Bâtiment municipal de Totonicapán